# Otherworld (Space Ritual)
Otherworld is een muziekalbum van de Britse band Space Ritual. Space Ritual is de band van voormalig lid van Hawkwind: Nik Turner. Andere musici die meespelen hebben ook een band met Hawkwind. De band brengt onregelmatig albums uit. De muziek blijft een kruising tussen spacerock en hardrock. Het album is opgenomen in Foel Studio, Llanfair Caereinion Welshpool, Powys, Wales.
Of het album iets te maken heeft met de film Y Mabinogi is niet aangegeven; de hoes van het album wijst daar ook niet op.

## Musici
- Nik Turner – saxofoon, dwarsfluit, zang
- Dave Anderson – basgitaar, gitaar, zang
- Terry Ollis– slagwerk
- Del Dettmar – synthesizer;
- Mick Slattery – gitaar;
- John Greves – toetsen;
- Thomas Crimble – gitaar, toetsen

aangevuld met enige andere musici waaronder Chris Fielding. Russ Russel en Dave Anderson verzorgen de arrangementen voor de synthesizer.

## Composities
1. The return;
2. Otherworld;
3. Black corridor
4. Bubbles
5. Communique II
6. The savaged Earth
7. ASDF
8. Sonic savages
9. Droid love
10. Time grime
11. Arrival in Utopia
12. Atomik
13. The Riddle
14. Notes from a cold planet
15. Walking backwards